# Polioptila dumicola
Polioptila dumicola е вид птица от семейство Polioptilidae.

## Разпространение
Видът е разпространен в Аржентина, Боливия, Бразилия, Парагвай и Уругвай.